# Епифановы
Епифа́новы — древний русский дворянский род.
Один из дворянских родов этой фамилии восходит к концу XVI века и был внесён Герольдией в VI часть родословной книги Новгородской губернии Российской империи.
Другой род Епифановых восходит к середине XVII века и был внесён Герольдией в VI часть дворянской родословной книги Костромской губернии Российской империи.

## История рода
Вдова Григория Епифанова - Матрёна, вместе с сыном Василием владела поместьем в Тверском уезде (1539). Иван Ульянович был дьяком Поместный избы (1597). Фёдор Иванович вёрстан новичным окладом по Твери (1594). Федосья Епифанова жалована в постельницы (1648).
Тихон Васильевич Епифанов владел поместьями в Тверском и Кашинском уездах (1680).
Семь представителей рода владели населёнными имениями (1699).

## Известные представители
- Епифанов Филипп Иванович — ранен под Городецким, осадный голова в Кашине (1622),
- Епифанов Филипп Иванович (другой) — губной староста, воевода в Кашине (1626-1628).
- Епифанов Владимир Иванович — участник осады Смоленска (1634), воевода в Звенигороде (1638-1640).
- Епифанов Иван Филиппович — воевода в Кашине (1664).
- Епифанов Григорий Филиппович — стряпчий (1692)[5][6][4].